# Дечко Узунов
Дечко Узунов (болг. Дечко Узунов / Dechko Uzunov; 22 лютого 1899, Казанлик, Болгарія —  26 квітня 1986, Софія, Болгарія) — болгарський художник-портретист, працював над образами художників і акторів у вільній, широкій живописній манері. Професор. 

## Біографія

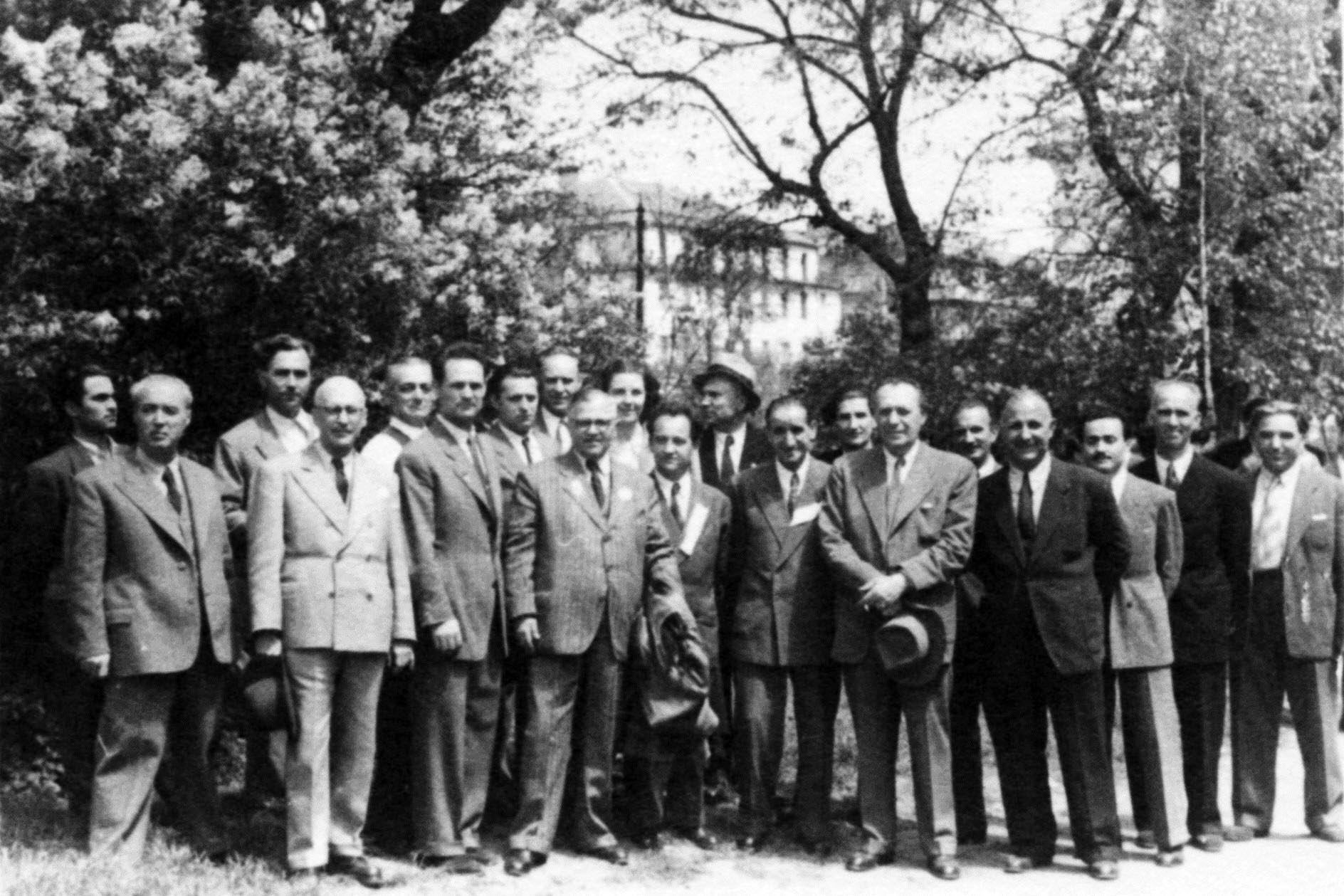
Викладацький склад Болгарської Академії мистецтв (Софія) 1 травня 1951.
Дечко Узунов - 6-й праворуч (живописець Ненко Балканськи - 7-й зліва).

Дечко Узунов народився 22 лютого 1899 року в невеликому місті Казанлик Старозагорської області в центральній частині Болгарії, біля південних схилів Балканських гір, недалеко від перевалу Шипка. Навчався в Софійській (1919 — 1922) і Мюнхенській (1922 — 1924)  Академіях мистецтв. 
Діапазон творчості художника досить великий: живопис (масло і акварель), жанрово різноманітна: портрет, ню, пейзаж, натюрморт, фігурна композиція на історичні, біблійні, міфологічні та сучасні теми, станкова графіка, ілюстрування , сценографія, монументально-декоративний живопис. У всіх цих жанрах і техніках для Узунова характерна вишукано-розкута, чуттєва манера. 
З 1938 — професор Національної художньої академії в Софії . Голова Спілки болгарських художників (з 1965). Жив і працював у Софії. 

Як викладач, я ніколи не нав'язую свій стиль. Я намагаюся не перешкодити молодим знайти самовираження. Тому-то мої студенти, які стали відомі, такі різні.
Оригінальний текст (болг.)
Аз като преподавател никой път не съм искал да наложа моя стил, а винаги съм търсел онова, което младите имат като лично изразяване. Затуй моите бивши студенти станаха изявени в различни стилове.

## Посилання

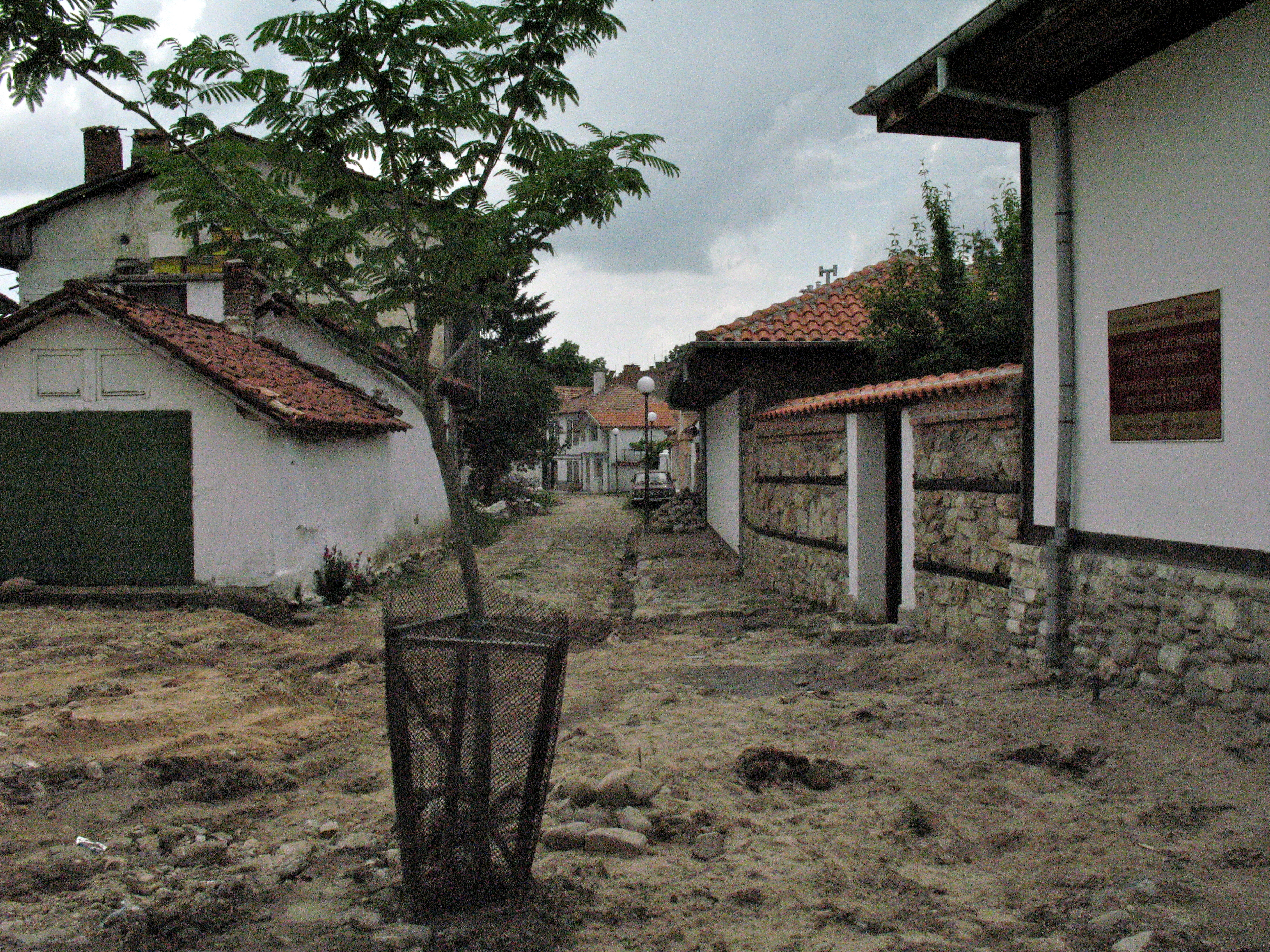
Музей Дечко Узунова у м.Казанлик, на його батьківщині
Момент реставраційних робіт: укладання бруківки